# Caryonopera conifera
Caryonopera conifera là một loài bướm đêm trong họ Noctuidae.